# Estadio Charrúa
El Estadio Charrúa es un estadio de rugby y fútbol ubicado en Montevideo, Uruguay. Si bien en sus inicios fue concebido como escenario para la práctica del fútbol, actualmente es el principal estadio de rugby del país y en él también se disputan partidos de fútbol femenino. 
Fue construido en 1984, para ser luego reacondicionado en 2006 gracias al proyecto Goal de FIFA. Actualmente tiene una capacidad de 11 226 espectadores sentados. 
A fines del 2012 se firmó un contrato de concesión de uso por 10 años entre el propietario Intendencia Departamental de Montevideo y los concesionarios, la Asociación Uruguaya de Fútbol y la Unión de Rugby del Uruguay.
También ha sido utilizado por la Selección Uruguaya de fútbol americano -los Charrúas- para disputar partidos internacionales frente a Argentina y Brasil.

## Construcción
El estadio fue construido en 1984. Su nombre surge en homenaje a uno de los grupos indígenas autóctonos que habitaron la Banda Oriental del Uruguay. A su vez, está ubicado dentro del Parque Rivera, nombre en homenaje al General Fructuoso Rivera, primer Presidente de la República.
Posteriormente, el estadio sufrió reformas en 2006 y 2018, para acondicionarlo y mejorar sus instalaciones.

## Instalaciones
El estadio Charrúa posee una capacidad de 11.226 espectadores sentados, distribuidos en sus cuatro tribunas.

## Utilización

### Rugby
A fines de 2012 se firmó un contrato de concesión de uso por 10 años entre el propietario Intendencia Departamental de Montevideo y los concesionarios, la Asociación Uruguaya de Fútbol y la Unión de Rugby del Uruguay. Esto implica que hasta 2022, el estadio Charrúa sea conocido como "la casa del Rugby uruguayo", albergando todos los partidos de la selección nacional, así como  el Campeonato Uruguayo de Rugby y también otros eventos o torneos de Rugby.

### Fútbol
Su utilización dentro del fútbol era, en un comienzo, escasa. Por este mismo punto, estuvo en negociaciones para ser adquirido por alguna institución local. Por ejemplo, como resultado de las dificultades que generó en Peñarol la concreción de los distintos proyectos intentados para poder construir un estadio propio a lo largo de su historia, el aurinegro presentó algunas propuestas para adquirir estadios ya construidos. En 1993 se elaboró el primer proyecto para adquirir el Estadio Charrúa, propiedad de la Intendencia Municipal de Montevideo, y se propuso entregar como parte de pago el predio que el club posee en Las Acacias. Las negociaciones no prosperaron, por lo que, en 2001, Peñarol volvió a aspirar a quedarse con el estadio, pretendiendo ampliar su capacidad de 10.000 hacia 30.000 espectadores y asumiendo su usufructo por treinta años. Pero la negociación siguió sin dar frutos.
Su actividad se incrementó notoriamente para la temporada 2020. Por una parte, el club Montevideo City Torque (quien era local en el Estadio Centenario), mudó su localía para el estadio Charrúa. A su vez, por causa del coronavirus, la Asociación Uruguaya de Fútbol estableció un protocolo sanitario que implicó que gran parte de los partidos se disputaran en dicho recinto. 

## Conciertos
Artistas como Andrés Calamaro, Daddy Yankee, Joan Manuel Serrat, Joaquín Sabina, Marc Anthony, No Te Va Gustar, La Vela Puerca, Ricardo Arjona, Selena Gomez & the Scene y Silvio Rodríguez se han presentado en este recinto.

## Eventos deportivos

### Copa Mundial de Fútbol Femenino Sub-17 de 2018
El Estadio Charrúa albergó dieciocho encuentros de la Copa Mundial Femenina de Fútbol Sub-17 que corresponden a doce de la fase de grupos (incluido el partido inaugural), dos partidos de cuartos de final, las dos semifinales, el partido por el tercer puesto y la final.
| Fecha                   | Fase             | Equipo        |                          | Resultado   |                           | Equipo         | Espectadores |
| ----------------------- | ---------------- | ------------- | ------------------------ | ----------- | ------------------------- | -------------- | ------------ |
| 13 de noviembre de 2018 | Primera fase     | Nueva Zelanda | Bandera de Nueva Zelanda | 1:0         | Bandera de Finlandia      | Finlandia      | 1385         |
| 13 de noviembre de 2018 | Primera fase     | Uruguay       | Bandera de Uruguay       | 0:5         | Bandera de Ghana          | Ghana          | 9657         |
| 14 de noviembre de 2018 | Primera fase     | Corea del Sur | Bandera de Corea del Sur | 0:4         | Bandera de España         | España         | 259          |
| 14 de noviembre de 2018 | Primera fase     | Canadá        | Bandera de Canadá        | 3:0         | Bandera de Colombia       | Colombia       | 249          |
| 16 de noviembre de 2018 | Primera fase     | Uruguay       | Bandera de Uruguay       | 1:2         | Bandera de Nueva Zelanda  | Nueva Zelanda  | 4619         |
| 16 de noviembre de 2018 | Primera fase     | Finlandia     | Bandera de Finlandia     | 1:3         | Bandera de Ghana          | Ghana          | 858          |
| 17 de noviembre de 2018 | Primera fase     | Corea del Sur | Bandera de Corea del Sur | 0:2         | Bandera de Canadá         | Canadá         | 329          |
| 17 de noviembre de 2018 | Primera fase     | Colombia      | Bandera de Colombia      | 1:1         | Bandera de España         | España         | 448          |
| 20 de noviembre de 2018 | Primera fase     | Ghana         | Bandera de Ghana         | 2:0         | Bandera de Nueva Zelanda  | Nueva Zelanda  | 359          |
| 20 de noviembre de 2018 | Primera fase     | Sudáfrica     | Bandera de Sudáfrica     | 1:4         | Bandera de Brasil         | Brasil         | 188          |
| 21 de noviembre de 2018 | Primera fase     | Alemania      | Bandera de Alemania      | 4:1         | Bandera de Estados Unidos | Estados Unidos | 518          |
| 21 de noviembre de 2018 | Primera fase     | España        | Bandera de España        | 5:0         | Bandera de Canadá         | Canadá         | 369          |
| 25 de noviembre de 2018 | Cuartos de final | Ghana         | Bandera de Ghana         | (2) 2:2 (4) | Bandera de México         | México         | 477          |
| 25 de noviembre de 2018 | Cuartos de final | Alemania      | Bandera de Alemania      | 0:1         | Bandera de Canadá         | Canadá         | 719          |
| 28 de noviembre de 2018 | Semifinal        | Nueva Zelanda | Bandera de Nueva Zelanda | 0:2         | Bandera de España         | España         | 369          |
| 28 de noviembre de 2018 | Semifinal        | México        | Bandera de México        | 1:0         | Bandera de Canadá         | Canadá         | 628          |
| 1 de diciembre de 2018  | Tercer puesto    | Nueva Zelanda | Bandera de Nueva Zelanda | 2:1         | Bandera de Canadá         | Canadá         | 1328         |
| 1 de diciembre de 2018  | Final            | España        | Bandera de España        | 2:1         | Bandera de México         | México         | 5448         |

### Campeonato Sudamericano Femenino Sub-17 de 2022
El Estadio Charrúa albergó los veintiséis encuentros del Sudamericano Sub-17 que corresponden a veinte de la fase de grupos, y los seis de la fase final dónde se definió el campeón.
| Fecha               | Fase         | Equipo    | Resultado | Equipo    |
| ------------------- | ------------ | --------- | --------- | --------- |
| 01 de marzo de 2022 | Primera fase | Ecuador   | 0:1       | Chile     |
| 01 de marzo de 2022 | Primera fase | Uruguay   | 2:0       | Perú      |
| 02 de marzo de 2022 | Primera fase | Bolivia   | 1:5       | Paraguay  |
| 02 de marzo de 2022 | Primera fase | Argentina | 0:3       | Brasil    |
| 03 de marzo de 2022 | Primera fase | Perú      | 0:7       | Colombia  |
| 03 de marzo de 2022 | Primera fase | Ecuador   | 2:1       | Uruguay   |
| 04 de marzo de 2022 | Primera fase | Argentina | 1:0       | Venezuela |
| 04 de marzo de 2022 | Primera fase | Bolivia   | 0:7       | Brasil    |
| 05 de marzo de 2022 | Primera fase | Perú      | 1:3       | Ecuador   |
| 05 de marzo de 2022 | Primera fase | Colombia  | 3:1       | Chile     |
| 06 de marzo de 2022 | Primera fase | Argentina | 4:1       | Bolivia   |
| 06 de marzo de 2022 | Primera fase | Venezuela | 0:3       | Paraguay  |
| 07 de marzo de 2022 | Primera fase | Colombia  | 4:0       | Ecuador   |
| 07 de marzo de 2022 | Primera fase | Uruguay   | 1:1       | Chile     |
| 08 de marzo de 2022 | Primera fase | Venezuela | 2:1       | Bolivia   |
| 08 de marzo de 2022 | Primera fase | Paraguay  | 0:5       | Brasil    |
| 09 de marzo de 2022 | Primera fase | Chile     | 3:0       | Perú      |
| 09 de marzo de 2022 | Primera fase | Uruguay   | 0:1       | Colombia  |
| 10 de marzo de 2022 | Primera fase | Paraguay  | 1:1       | Argentina |
| 10 de marzo de 2022 | Primera fase | Brasil    | 6:0       | Venezuela |
| 13 de marzo de 2022 | Fase final   | Brasil    | 8:0       | Chile     |
| 13 de marzo de 2022 | Fase final   | Colombia  | 2:0       | Paraguay  |
| 16 de marzo de 2022 | Fase final   | Paraguay  | 0:3       | Brasil    |
| 16 de marzo de 2022 | Fase final   | Chile     | 0:3       | Colombia  |
| 19 de marzo de 2022 | Fase final   | Paraguay  | 0:2       | Chile     |
| 19 de marzo de 2022 | Fase final   | Colombia  | 0:1       | Brasil    |

## En ficción
- Se cree que parte de la película Mi mundial está ambientada en este estadio, pero en realidad se rodó en el Estadio Jardines del Hipódromo.

## Galería

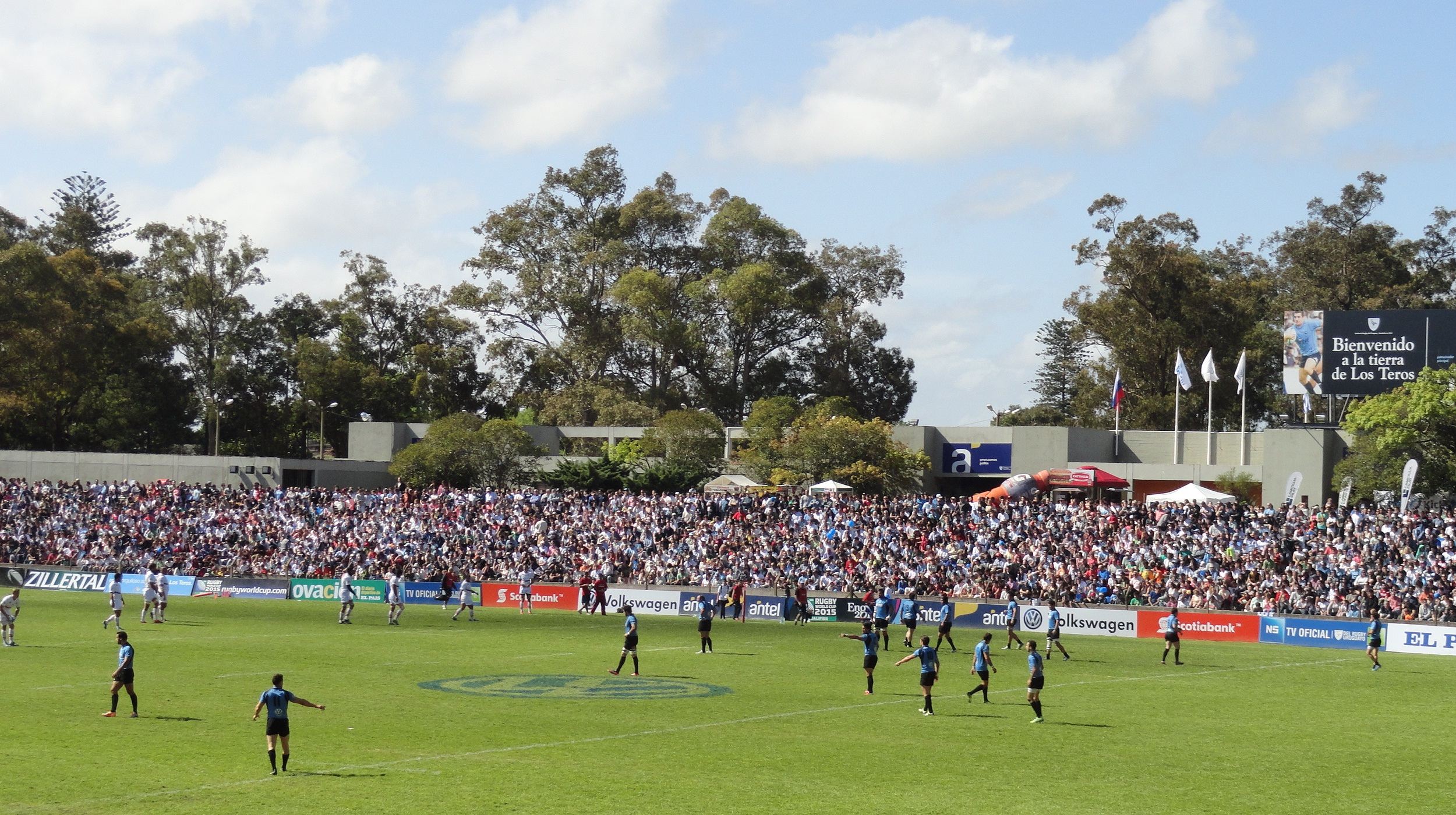
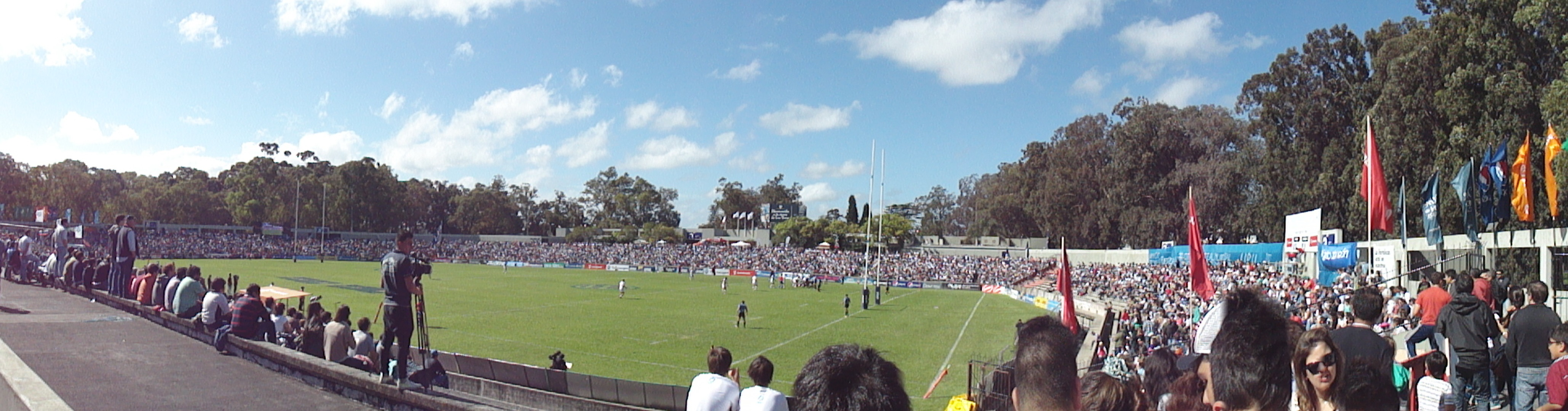
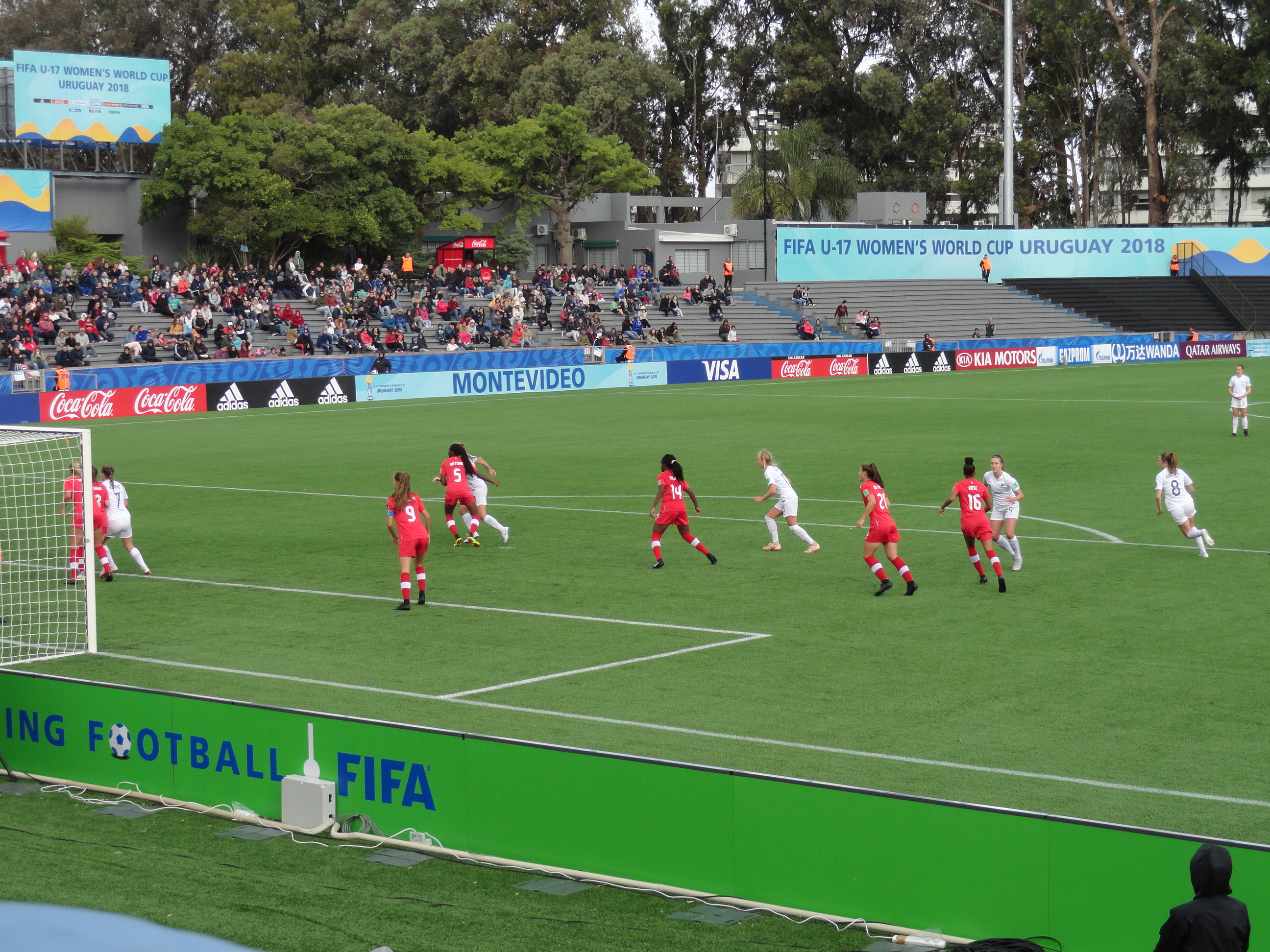
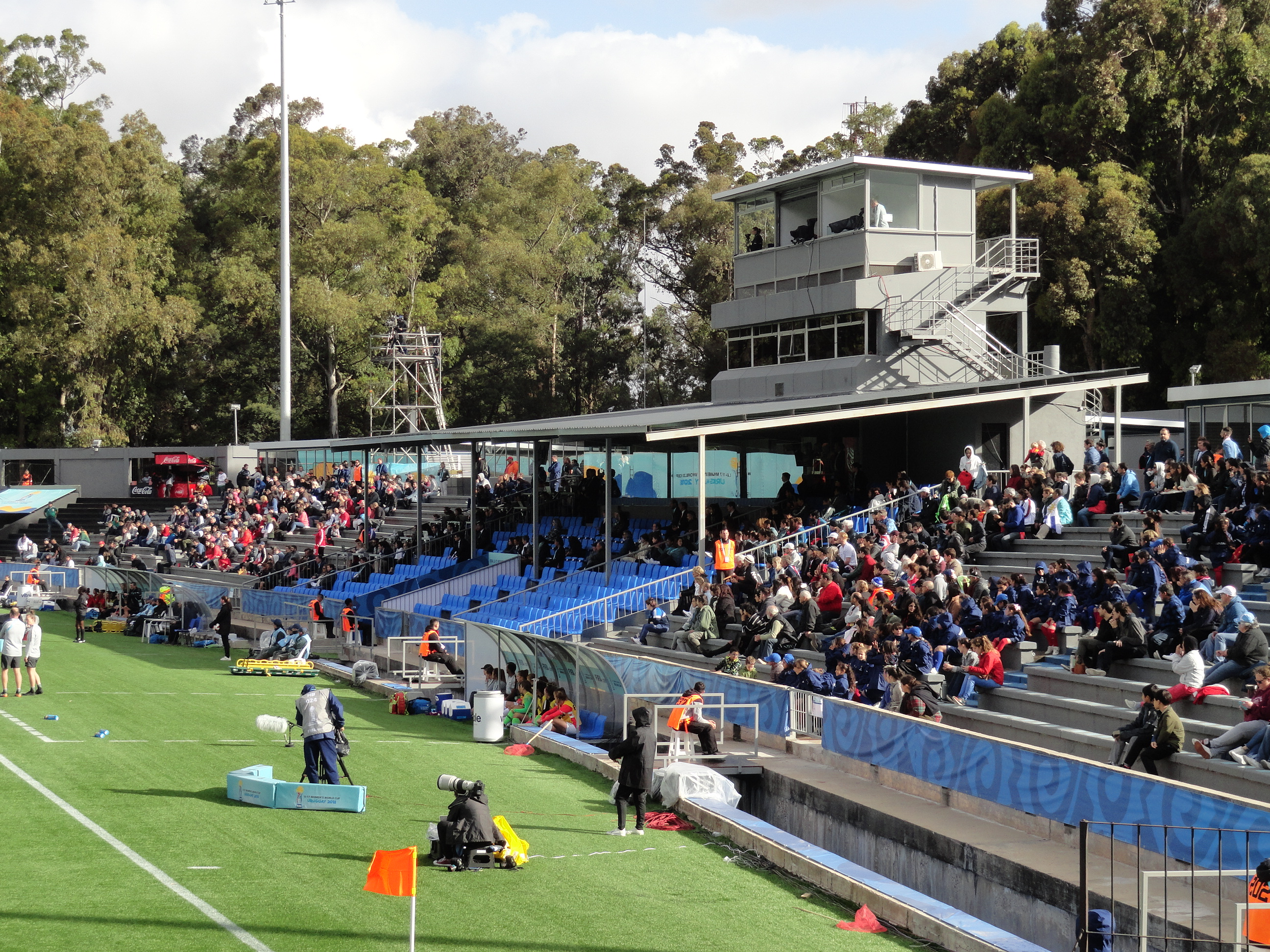